# Stachelberg (Nutscheid)
Der Stachelberg ist ein 212,3 Meter hoher Berg des Nutscheid in der Gemeinde Ruppichteroth.

## Lage
Der Stachelberg liegt nördlich der Sieg gegenüber von Bülgenauel. Der steile Südhang (Hardt) gehört ebenso wie die westlich liegende Ortschaft Niederhalberg zur Stadt Hennef (Sieg). Die Kuppe ist über die Ortschaft Honscheid mit einem Fahrzeug zu erreichen.